# Gmina Herceg Novi
Gmina Herceg Novi (czar., sr. Општина Херцег Нови / Opština Herceg Novi) – jedna z 21 gmin Czarnogóry, której stolicą jest miasto Herceg Novi. Znajduje się w południowo-zachodniej części kraju, przy granicy z Bośnią i Hercegowiną oraz Chorwacją, w dużej części leży nad Zatoką Kotorską.
Gminę zamieszkuje 30,864 ludzi, co stanowi 5% ludności państwa.

## Miejscowości
W gminie znajduje się 27 miejscowości: miasto Herceg Novi i 26 wiosek: Baošići, Bijela, Bijelske Kruševice, Đenovići, Đurići, Igalo, Jošice, Kameno, Kruševice, Kumbor, Kuti, Luštica, Meljine, Mojdež, Mokrine, Podi, Prijevor, Provodina, Ratiševina, Sasovići, Sutorina, Sušćepan, Trebesinj, Ubli, Zelenika, Žlijebi

## Struktura demograficzna
Na podstawie spisu powszechnego z 2011 roku:
Porównawcze wykazy ludności na przestrzeni lat:
| Rok  | Liczba ludności |
| ---- | --------------- |
| 1948 | 12.482          |
| 1953 | 13.759          |
| 1961 | 15.157          |
| 1971 | 18.368          |
| 1981 | 23.258          |
| 1991 | 27.073          |
| 2003 | 33.034          |
| 2011 | 30.864          |

### Ludność w gminie według płci
| Kobiety | Mężczyźni |
| ------- | --------- |
| 14.990  | 15.874    |
| 48,57%  | 51,43%    |

### Struktura ludności między miastem a wsią
| Miasto | Wsie   |
| ------ | ------ |
| 19.536 | 11.328 |
| 63,3%  | 36,7%  |

### Grupy etniczne w gminie
| Ludność według kryterium etnicznego (>1%) | Ludność według kryterium etnicznego (>1%) | Ludność według kryterium etnicznego (>1%) | Ludność według kryterium etnicznego (>1%) | Ludność według kryterium etnicznego (>1%) |
| ----------------------------------------- | ----------------------------------------- | ----------------------------------------- | ----------------------------------------- | ----------------------------------------- |
| Narodowość                                |                                           | procent (%)                               |                                           |                                           |
| Serbowie                                  |                                           | 48,89                                     |                                           |                                           |
| Czarnogórcy                               |                                           | 33,68                                     |                                           |                                           |
| Chorwaci                                  |                                           | 2,14                                      |                                           |                                           |
| reszta                                    |                                           | 5,86                                      |                                           |                                           |
| niezadeklarowani                          |                                           | 9,42                                      |                                           |                                           |
|                                           |                                           |                                           |                                           |                                           |

- Serbowie: 15 090 osób (48,89%)
- Czarnogórcy: 10 395 osoby (33,68%)
- Chorwaci: 662 osoby (2,14%)
- Pozostali: 1 809 osób (5,86%)
- Nieokreśleni: 2 908 osób (9,42%)

### Grupy językowe w gminie
| Ludność według kryterium językowego (>1%) | Ludność według kryterium językowego (>1%) | Ludność według kryterium językowego (>1%) | Ludność według kryterium językowego (>1%) | Ludność według kryterium językowego (>1%) |
| ----------------------------------------- | ----------------------------------------- | ----------------------------------------- | ----------------------------------------- | ----------------------------------------- |
| Język                                     |                                           | procent (%)                               |                                           |                                           |
| serbski                                   |                                           | 61,52                                     |                                           |                                           |
| czarnogórski                              |                                           | 23,41                                     |                                           |                                           |
| reszta                                    |                                           | 8,17                                      |                                           |                                           |
| niezadeklarowani                          |                                           | 6,91                                      |                                           |                                           |
|                                           |                                           |                                           |                                           |                                           |

- Język serbski: 18 986 osób (61,52%)
- Język czarnogórski: 7 224 osób (23,41%)
- Pozostałe języki: 2 522 osoby (8,17%)
- Nie określono: 2 132 osoby (6,91%)

### Grupy wyznaniowe w gminie
| Ludność według kryterium religijnego (>1%) | Ludność według kryterium religijnego (>1%) | Ludność według kryterium religijnego (>1%) | Ludność według kryterium religijnego (>1%) | Ludność według kryterium religijnego (>1%) |
| ------------------------------------------ | ------------------------------------------ | ------------------------------------------ | ------------------------------------------ | ------------------------------------------ |
| Religia                                    |                                            | procent (%)                                |                                            |                                            |
| Prawosławni                                |                                            | 84,28                                      |                                            |                                            |
| Katolicy                                   |                                            | 4,11                                       |                                            |                                            |
| Muzułmanie                                 |                                            | 2,02                                       |                                            |                                            |
| Ateiści i agnostycy                        |                                            | 2,60                                       |                                            |                                            |
| reszta                                     |                                            | 1,07                                       |                                            |                                            |
| niezadeklarowani                           |                                            | 5,92                                       |                                            |                                            |
|                                            |                                            |                                            |                                            |                                            |

- Prawosławni: 26 012 osób (84,28%)
- Katolicy: 1 267 osób (4,11%)
- Muzułmanie: 622 osoby (2,02%)
- Ateiści i agnostycy: 803 osoby (2,60%)
- Pozostali: 333 osoby (1,07%)
- Nieokreśleni: 1 827 osób (5,92%)